# Leucorchestris arenicola
Leucorchestris arenicola är en spindelart som beskrevs av Lawrence 1962. Leucorchestris arenicola ingår i släktet Leucorchestris och familjen jättekrabbspindlar.
Artens utbredningsområde är Namibia. Inga underarter finns listade i Catalogue of Life.